# Psychoda despicata
Psychoda despicata és una espècie d'insecte dípter pertanyent a la família dels psicòdids que es troba a Àsia: la península de Corea.